# Mustelus asterias
Il palombo stellato (Mustelus asterias Cloquet, 1821) è uno squalo della famiglia dei Triakidi. Viene attivamente pescato per il buon sapore delle sue carni.

## Descrizione
È uno squalo di medie dimensioni (50-100 cm, sebbene talvolta possa raggiungere anche i 140 cm). Ha il dorso grigio-bruno ricoperto da una serie di puntini bianchi a cui deve il nome; il ventre è bianco.

## Distribuzione
Vive lungo l'Oceano Atlantico orientale, dalle Isole Britanniche alle Canarie. Si incontra anche in quasi tutto il Mediterraneo.
Vive sulla piattaforma continentale, sul fondo o nei pressi di esso.

## Biologia
Si nutre soprattutto di crostacei, come granchi e aragoste. Può migrare verso la costa in estate. Nuota attivamente in cattività. La riproduzione è vivipara.